# Scholen
Scholen è un comune di 848 abitanti della Bassa Sassonia, in Germania.
Appartiene al circondario (Landkreis) di Diepholz (targa DH) ed è parte della comunità amministrativa (Samtgemeinde) di Schwaförden.

## Geografia antropica

### Suddivisioni amministrative
Il territorio comunale comprende i centri abitati (Ortsteil) di Scholen, il capoluogo, con Blockwinkel, e Anstedt, con Haaßel.